# Whistler
Whistler – miasto w zachodniej Kanadzie, w prowincji Kolumbia Brytyjska, w dystrykcie Squamish-Lillooet,
125 km na północ od Vancouver. Znajdują się w niej trasy narciarstwa alpejskiego i kolarstwa górskiego.
Góra Whistler pierwotnie była nazywana górą London. Nowa nazwa została nadana w późnych latach 60., pochodzi od odgłosu świstaków żyjących w tym regionie i wolnym tłumaczeniu znaczy Świszcząca góra.

## Ośrodki i tereny sportowe
Każdego roku kurort odwiedza ponad milion turystów. Kurort posiada ponad 200 sklepów, 90 restauracji i barów oraz wiele atrakcji: pieszych tras wycieczkowych, wycieczki ATV, bungee, spływy kajakowe, wycieczki samolotem, wycieczki samochodowe, parki linowe, możliwość uprawiania wspinaczki wysokogórskiej, wakeboarding, spływ pontonem, zjazdy linowe liczące nawet 2200 stóp oraz 4 duże pola golfowe, a wśród nich jeden zaprojektowany przez Jacka Nicklausa i nazwany jego nazwiskiem.
W okolicach Whistler znajduje się park rowerowy Whistler Mountain Bike Park który oferuje ponad 200 km górskich tras rowerowych. Otwarty w lecie, daje rowerzystom możliwość korzystania z wyciągów narciarskich.
Resort narciarski składa się z dwóch rozległych terenów: zbocza góry Whistler i sąsiadujące z nim zbocza szczytu Blackcomb. Oba szczyty sąsiadują z rozległym rezerwatem Prowincjonalnym Parkiem Garibaldi.

## Imprezy organizowane w Whistler

### Igrzyska olimpijskie i paraolimpijskie

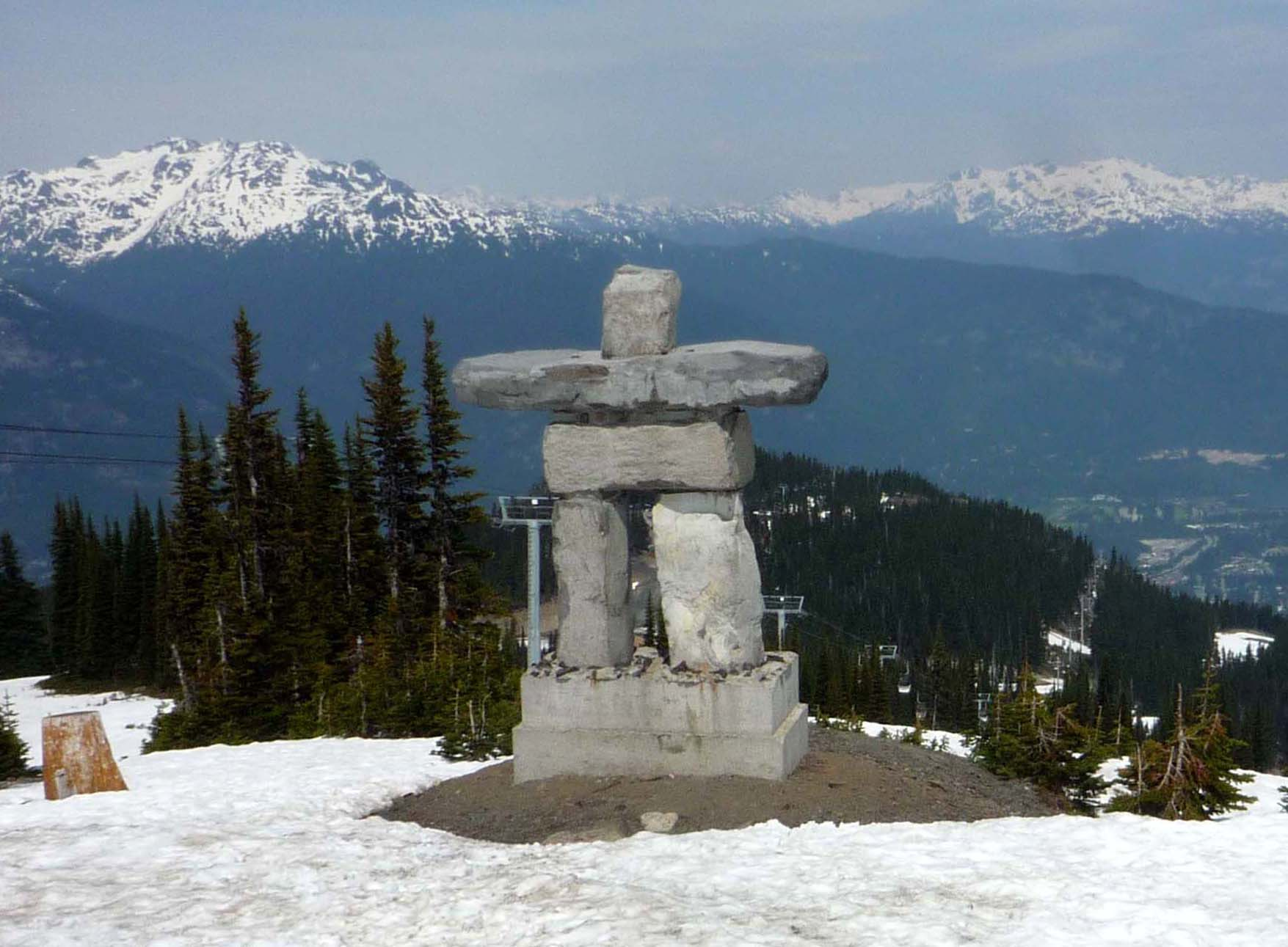
Ilanaaq – symbol olimpijski w Whistler

W Whistler była rozgrywana część konkurencji podczas Zimowych Igrzysk Olimpijskich w 2010 roku, znajdują się tu Whistler Olympic Park i Whistler Sliding Centre. Miasto i okoliczne ośrodki sportów zimowych uległo rozbudowie i wzbogaciło się o szereg nowych ośrodków sportowych. Poważną inwestycją była kompletna przebudowa szosy Sea to Sky (Od morza do nieba) – jedynej drogi lądowej łączącej Whistler z Vancouverem. W czasie trwania Igrzysk w centrum miasta, na Village Square, miały miejsce codzienne koncerty i przedstawienia organizowane przez Whistler w ramach programu „Whistler Live!”.

W marcu 2010, w krótkim czasie po zakończeniu Zimowych Igrzysk Olimpijskich, miały tu miejsce X Zimowe Igrzyska Paraolimpijskie 2010. Wioska olimpijska położona jest w miejscowości Cheakamus, ok. 8 km od centrum Whistler.

### WinterPride Whistler Festival
Od 1990 organizowany jest tu Gay & Lesbian Ski Week (Gejowsko-lesbijskie Tygodnie Narciarstwa), od 2010 roku noszące nazwę WinterPRIDE Whistler Festiwal. System rezerwacji turystycznych Red Tag wymienia w swoim rankingu 5 top vacation spots Whistler jako drugi najlepszy ośrodek wakacyjnych dla klienteli LGBT z Ameryki Północnej (na pierwszym miejscu plasowane jest Puerto Vallarta w Meksyku). Impreza ta należy do jednej z najpopularniejszych form zimowych wakacji w turystyce LGBT Ameryki Północnej i ściąga każdego roku tysiące uczestników. Poza konkurencjami sportowymi organizowane są w trakcie imprezy występy znanych gwiazd estrady, bale, prezentacje kulinarne, a nawet śluby par LGBT. Oferty turystyczne przygotowywane są nie tylko przez specjalistyczne biura i agencje turystyczne środowisk LGBT, ale też przez agencje turystyki ogólnej. Także samo miasto oficjalnie propaguje imprezę i dba o jej szeroką reklamę.

## Demografia
Liczba mieszkańców Whistler wynosi 9 248. Język angielski jest językiem ojczystym dla 83,6%, francuski dla 5,3% mieszkańców (2006).